# Éric le Chanony
Éric le Chanony   (Amiens, 28 de febrer de 1968) és un pilot de bob francès, ja retirat, que va competir durant les dècades de 1990 i 2000.
El 1994 va prendre part als Jocs Olímpics d'Hivern de Lillehammer, on fou setzè en la prova del bobs a quatre del programa de bobsleigh. Quatre anys més tard, als Jocs de Nagano, va disputar dues proves del programa de bobsleigh. Formant equip amb Bruno Mingeon, Emmanuel Hostache i Max Robert guanyà la medalla de bronze en la prova de bobs a quatre, mentre en la de bobs a dos fou tretzè. El 2002, a Salt Lake City, disputà els tercers i darrers Jocs, on fou cinquè en la prova de bobs a quatre.
En el seu palmarès també destaquen dues medalles al Campionat del món de bob de bronze el 1995 i d'or el 1999. Al Campionat d'Europa de bob guanyà una medalla de plata el 2002.
Des del 2009 és el director tècnic adjunt de la Federació Francesa d'Esports de Gel.